# Ischnotoma (Ischnotoma) rufiventris
Ischnotoma (Ischnotoma) rufiventris is een tweevleugelige uit de familie langpootmuggen (Tipulidae). De soort komt voor in het Australaziatisch gebied.